# Времена года (пьеса)
«Времена года» — комедия древнегреческого драматурга Аристофана, написанная и поставленная предположительно между 421 и 414 годами до н. э. Её текст практически полностью утрачен, сохранился только ряд коротких фрагментов, процитированных более поздними античными и средневековыми авторами (фрг. 49—52).
В пьесе содержалась пародия на трагедию Еврипида «Эрехфей». Предположительно одной из тем комедии было проникновение в Афины чужеземных культов.